# قصر دوكسو
قصر دوكسو هو واحد من القصور الخمسة الكبرى والموجودة في مدينة سول في كوريا. استخدم القصر من قبل أسرة إي الملكية خلال عهد مملكة جوسون. بالقرب من القصر يوجد تمثال للملك سيجونغ العظيم، وحديقة من الغابات، ومتحف الفن الوطني، ومحطة قاعة المدينة.

## وصلات خارجية
- قصر دوكسو، إدارة التراث الثقافي في كوريا.